# Sjef Franssen
Joseph Johannes Maria (Sjef) Franssen (Veghel, 13 augustus 1938) is een Nederlands politicus van het CDA.
Na het gymnasium is hij in 1963 in de sociologie afgestudeerd aan de Katholieke Hogeschool Tilburg en in 1976 promoveerde hij. In 1964 werd Franssen wetenschappelijk medewerker van het Katholiek Instituut voor Maatschappelijk Werk in Eindhoven en twee jaar later ging hij werken bij de gemeentelijke sociale dienst van Breda waar hij het bracht tot afdelingshoofd. In augustus 1977 volgde zijn benoeming tot burgemeester van Heesch en in 1990 werd hij de burgemeester van Wijchen wat hij tot oktober 2001 zou blijven.